# NGC 5843
NGC 5843 (również PGC 53996) – galaktyka spiralna z poprzeczką (SBb), znajdująca się w gwiazdozbiorze Wilka. Odkrył ją John Herschel 3 maja 1834 roku.